# Груздянка
Груздянка — традиционный грибной суп славянской кухни, в основе которого лежит груздь . Основными ингредиентами супа-груздянки являются грибы (грузди), в сочетании с картофелем, репчатым луком и зеленью. Иногда добавляют крупу.

## Рецепт
Сначала грибы (грузди) обваривают кипятком в течение 5 минут, чтобы убрать горечь. Затем вода сливается. Грибы нарезаются соломкой и опускаются для варки в чистую кипящую воду на 30 минут. Добавляется картофель. Обжаренный лук добавляется отдельно. После чего суп необходимо посолить и варить до готовности ещё в течение 5—10 минут. Готовая груздянка подается в горячем виде с добавлением сметаны (реже майонезом) и свежей зелени.